# Xenelmis leechi
Xenelmis leechi is een keversoort uit de familie beekkevers (Elmidae). De wetenschappelijke naam van de soort werd in 1981 gepubliceerd door Robert Cyril Layton Perkins & Steiner.